# Aristonico di Taranto
Aristonico di Taranto (in greco: Ἀριστόνικος, Aristonikos; in latino: Aristonicus; Taranto, ... – ...) è stato uno storico e mitografo greco antico.

## Biografia e opere
Aristonico, di cui si conosce solo il luogo di origine, la dorica Taranto: comunque dovrebbe essere anteriore al retore adrianeo Tolomeo Efestione, che lo citava a proposito di un particolare raro. Si tratta probabilmente dello stesso Aristonico menzionato da Ateneo.
Si sa che fu autore di un lavoro sulla mitologia greca, probabilmente una raccolta di miti rari: in effetti, viene citato a proposito di varianti mitologiche e di rilievi geografici.